# Лицитарский пряник

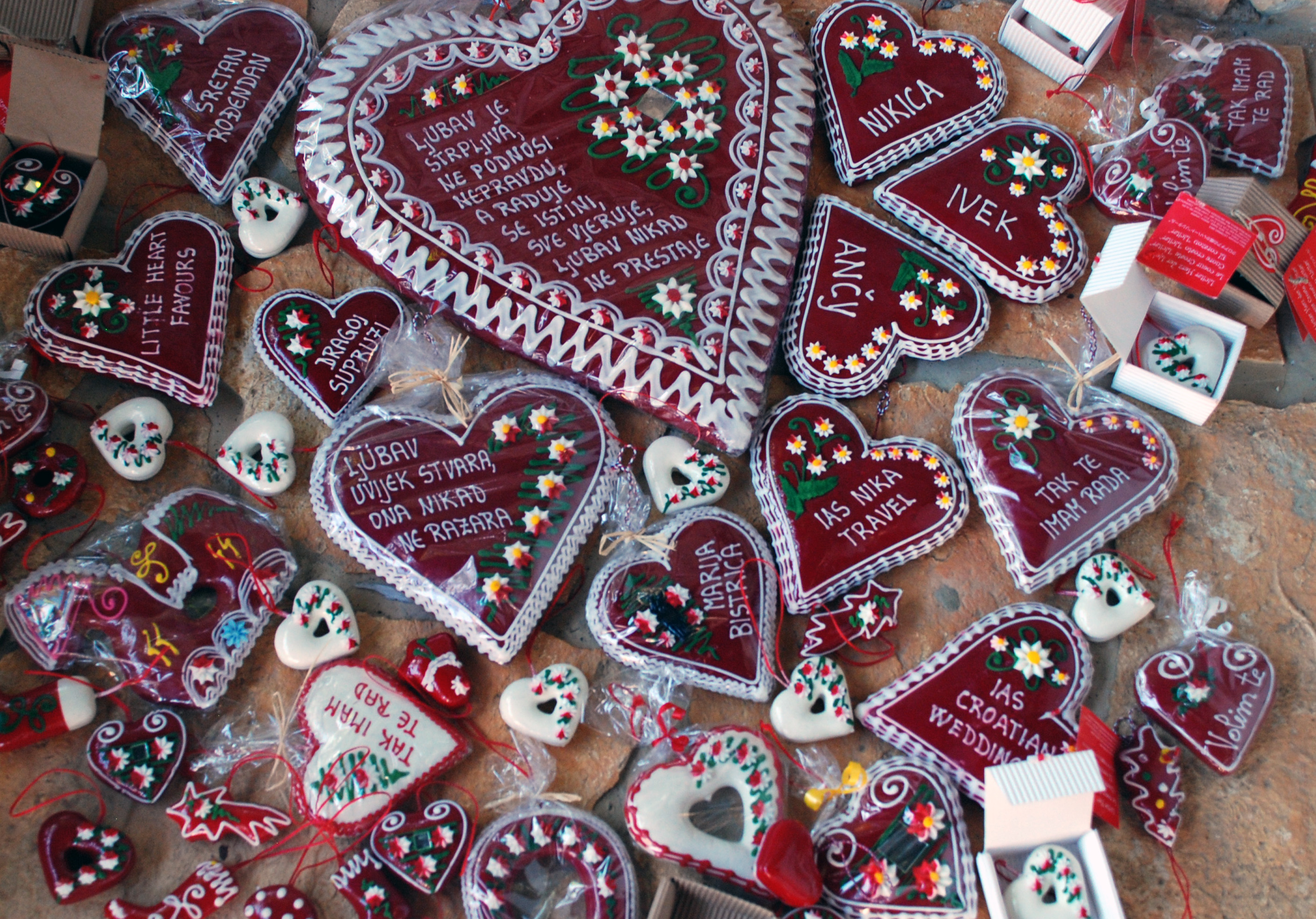
Лицитарские сердца

Лицитарский пряник — красочно оформленное кондитерское изделие, медовый пряник, наиболее известный в форме сердца. Является частью хорватского культурного наследия. Считается традиционным символом Загреба, столицы страны. Лицитарские сердца используются в качестве подарков на праздники любви, например, на свадьбу или День святого Валентина. На Рождество тысячи пряничных сердец украшают главную ёлку страны.
В 2010 году ЮНЕСКО добавил «пряничные изделия из Северной Хорватии» в «Репрезентативный список нематериального культурного наследия» хорватской культуры.

## История и традиции
Традиции изготовления и дарения лицитарских пряников восходят к XVI веку. Их изготовители, известные как Medičari, были уважаемыми людьми, а их продукция - крайне востребованной, так считалась более романтичным подарком, чем букет роз. Даже сегодня в некоторых семьях традиции изготовления хранятся как тайное искусство, а технология изготовления не изменилась с древних времён, и создание одного пряника по-прежнему занимает более месяца.
Лицитарские пряники стали известны благодаря тому, что продавались в церкви Девы Марии в Марии-Бистрице близ Загреба, которую паломники посещали в день Успения пресвятой Богородицы или День святой Маргариты. Хотя сердце не было религиозным символом, его часто увозили домой в качестве напоминания о их долгом и порой трудном пути в Загорье. Форма пряника, яркие цвета и украшения делали его удачным сувениром для демонстрации родственникам и соседями по возвращении.
Лицитарские сердца также известны в соседней Словении. Старейшие пекарни, изготавливавшие пряники, можно найти в Словень-Градеце (основана в 1757) и в Радовлице (основана в 1766 году). Обе пекарни работают до сих пор, пекарня в Радовлице открыта для посещения туристами.

## Состав и изготовление

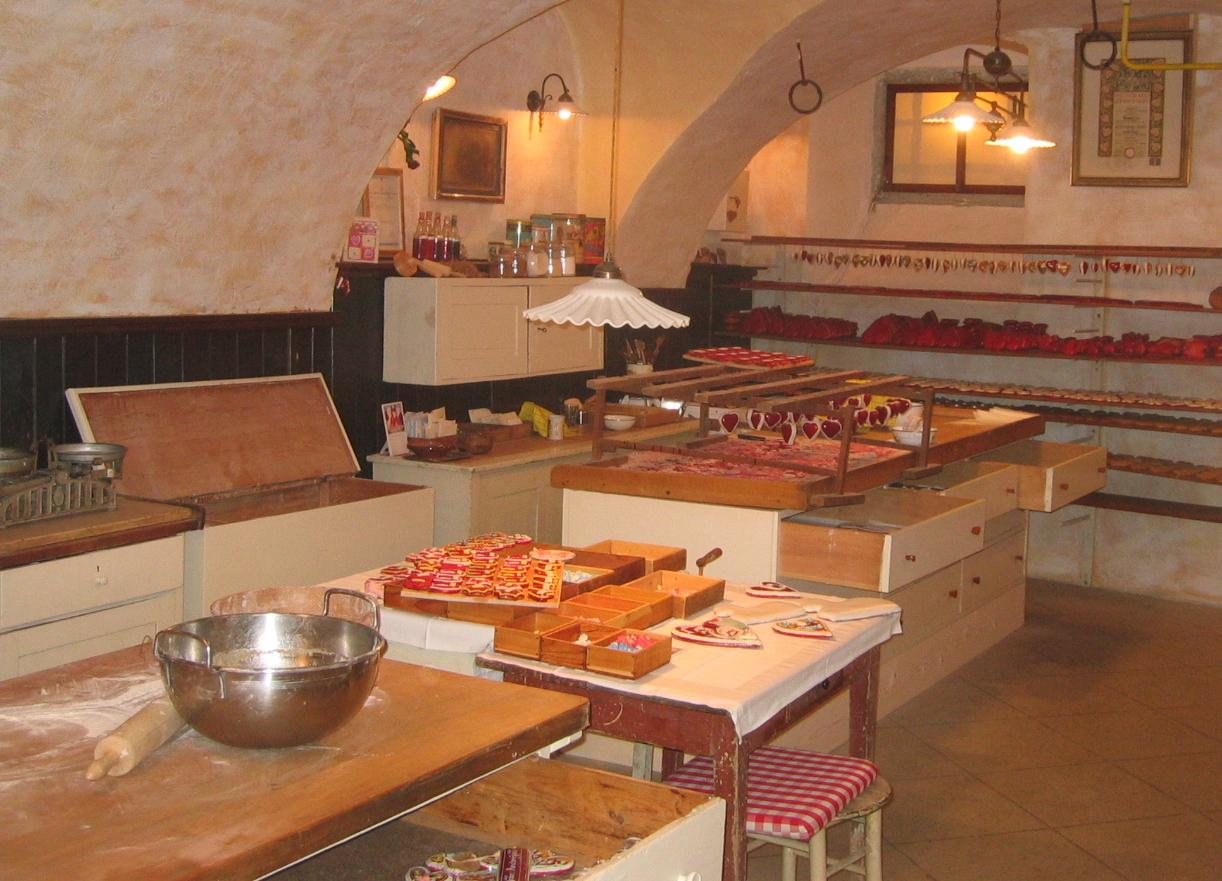
Пекарня в Радовлице, где изготавливают лицитарские сердца

В состав лицитарских пряников входят мёд, мука, яйца, вода и натуральные красители. Изготовление занимает долгое время. Тесто созревает несколько дней, затем выкладывается в форму и запекается, после чего сохнет ещё две недели. После этого пряник окрашивают и оставляют сохнуть ещё на две недели. После этого прянику придают окончательное оформление и оставляют сохнуть ещё неделю.
Традиционно лицитарское сердце полностью изготавливается вручную. Украшают волнистыми линиями, мелкими цветами и блёстками.Все компоненты съедобны.